# 浜松市立引佐南部中学校
浜松市立引佐南部中学校（はままつしりつ いなさなんぶちゅうがっこう 英文表記:Inasanambu Junior High School）は、静岡県浜松市浜名区引佐町横尾にある公立中学校。

## 沿革
- 1947年（昭和22年） - 井伊谷村立井伊谷中学校･金指町立金指中学校･奥山村立奥山中学校・伊平村立伊平中学校・伊平村立伊平中学校川名分校創立[1]。
- 1971年（昭和46年） - 引佐町立学校設置条例の一部を改正し、引佐町立引佐中学校・奥山中学校・伊平中学校を統合し、引佐町立南部中学校と改称。
  - 4月 1日 - 引佐中学校・奥山中学校・伊平中学校を教場として使用。
- 1972年（昭和47年）9月 - 本館2棟・技術棟・建設完了。3教場より新校舎へ集合授業開始、実質統合なる。
  - 　10月9日 - 落成式ならびに記念体育祭を挙行。
- 1973年（昭和48年）8月20日 - 体育館完成落成式挙行。
- 1974年（昭和49年）3月15日 - 前庭、体育館周辺庭園造成完了。
- 1975年（昭和50年）9月18日 - プール完成落成式挙行。
- 1978年（昭和53年）3月18日 - あすなろ記念館、落成式挙行。
- 1983年（昭和58年）1月20日 - 柔剣道場、落成式挙行。
- 1984年（昭和59年）11月22日 - 卓球場完工。
- 2005年（平成17年）7月1日 - 引佐町が浜松市へ編入合併されたのに伴い、「浜松市立引佐南部中学校」となる。

## 部活動

### 運動部
- 男子バレー部(廃部)
- 女子バレー部
- 男子バスケットボール部
- 女子バスケットボール部
- 男子テニス部
- 女子テニス部
- 男子卓球部
- 女子卓球部(廃部)
- 陸上部
- 野球部
- 柔道部
- ソフトボール部(廃部)

### 文化部
- 吹奏楽部
- 総合文化部

## 校区
- 浜松市立井伊谷小学校
- 浜松市立金指小学校
- 浜松市立奥山小学校

## アクセス
- 遠鉄バス奥山線 ｢引佐南中｣停留所から、徒歩3分